# باول دوناتو
باول دوناتو (بالإنجليزية: Paul Donato)‏ هو سياسي أمريكي، ولد في 27 أكتوبر 1941. حزبياً، نشط في الحزب الديمقراطي. وقد انتخب عضو مجلس نواب ماساتشوستس.